# Lars Vilks
Lars Endel Roger Vilks (Helsingborg, 20 giugno 1946 – Markaryd, 3 ottobre 2021) è stato un disegnatore e scultore svedese.

## Biografia
Vilks è nato a Helsingborg, in Svezia. Suo padre Eino Vilks era estone e la madre svedese.  Ha conseguito il dottorato in storia dell'arte presso l'Università di Lund nel 1987 e ha lavorato presso l'Accademia Nazionale delle Arti di Oslo dal 1988 al 1997. Dal 1997 al 2003 è stato professore di teoria dell'arte presso l'Accademia Nazionale delle Arti di Bergen. Come teorico dell'arte, Vilks era un sostenitore della teoria istituzionale dell'arte.

## Carriera artistica
Sebbene fosse un teorico dell'arte di formazione accademica, Vilks era un artista visivo autodidatta. Nel 1970, ha iniziato a dipingere, e nel 1984, ha intrapreso la creazione di sculture idiosincratiche che sono il suo segno distintivo, a partire da Nimis. In questo momento, nei primi anni Ottanta, il postmodernismo ha fatto il suo ingresso definitivo nella scena artistica svedese, usando l'ispirazione ad esempio dal filosofo dell'arte francese Jean-François Lyotard. Gli artisti concettuali hanno preso il posto dei primi modernisti sulla scena artistica contemporanea. Questi artisti concettuali non volevano che la loro arte avesse un contenuto estetico o programmatico, ma spesso si concentravano sul sé dell'artista. Vilks faceva parte di questo movimento in Svezia.

### Nimis e Arx

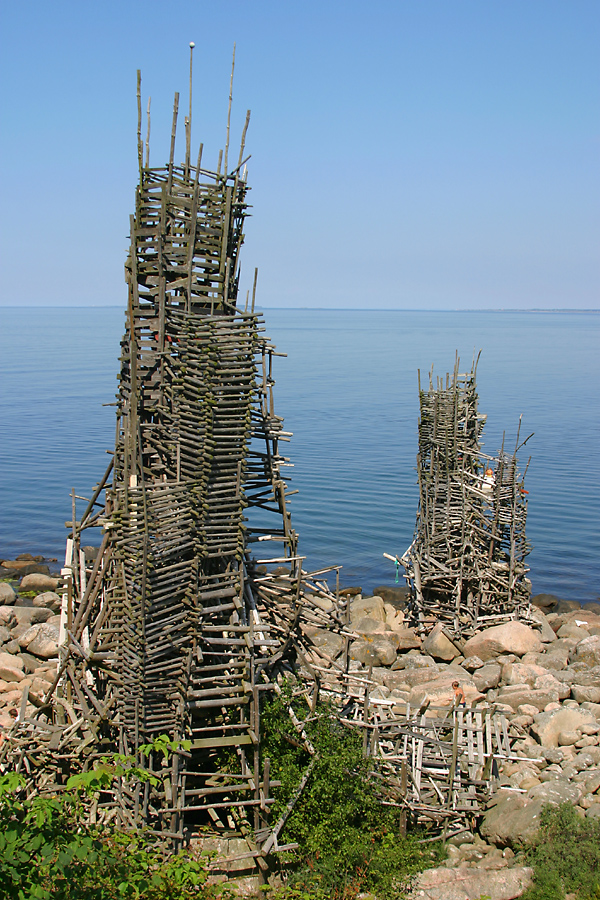
Nimis.Sculture in legno di Vilks a Kullaberg.

Nel 1980 Vilks ha creato due sculture, Nimis e Arx, la prima realizzata interamente in legno e la seconda in cemento e roccia, nella riserva naturale di Kullaberg a Höganäs, Skåne.  Nel 1996, la piccola area in cui si trovano le sculture è stata proclamata da Vilks come un paese indipendente, "Ladonia". Nimis fu venduta a Joseph Beuys come mezzo per aggirare le leggi svedesi sul codice edilizio riguardanti il processo di costruzione illegale. La scultura di Nimis era di proprietà del defunto artista concettuale Christo; il documento legale che documenta la vendita è esposto presso il Museo Svedese degli Schizzi.
Vilks ha caratterizzato la sua abilità nei mestieri reali coinvolti nella scultura come piuttosto limitata, anche se le sue idee artistiche possono essere viste come caratteristiche della sua generazione di artisti concettuali svedesi. Una delle poche opere di Vilks ad essere incorporata in una collezione è la scultura in cemento Omfalos, alta 1,6 metri e del peso di una tonnellata, che è di proprietà di Moderna Museet dopo essere stata acquistata per la prima volta dal collega artista Ernst Billgren per 10 000 corone svedesi.
Le controversie di lunga data di Vilks con diverse autorità a causa delle sue attività nella riserva naturale di Kullaberg, dove si trovano Nimis, Arxe Landonien, hanno ricevuto un'attenzione significativa nei media svedesi, che per la maggior parte hanno ritratto il lavoro di Vilks come specificamente progettato per essere provocatorio. Questa attenzione ha trasformato la zona in una sorta di attrazione turistica. Nell'attività di Vilks come teorico dell'arte, commentò le proprie attività artistiche in seconda o terza persona. Le sue diverse opere d'arte, le sue azioni, le azioni di quelle autorità con cui Vilks è stato in conflitto e l'attenzione dei media, sono state riunite in un Gesamtkunstwerk. Si descrisse come un "trasgressore delle pari opportunità" nelle sue rappresentazioni critiche della religione.

### Disegni su Maometto
È noto soprattutto a causa della controversia scatenata nel 2007 dalla pubblicazione sulla rivista Nerikes Allehanda e su altri quotidiani e periodici di alcune sue vignette (destinate a una mostra a Tällerud) in cui Maometto veniva rappresentato come un cane randagio. Immediate le  proteste da parte di organizzazioni musulmane in Svezia e  da diversi governi stranieri tra cui Iran, Pakistan, Afghanistan, Egitto, e Giordania così come dall'Organizzazione intergovernativa della Conferenza islamica (OIC), che ha anche chiesto al governo svedese di intraprendere "azioni punitive" contro Vilks. A seguito di questa controversia, Vilks è stato costretto a vivere sotto la protezione della polizia dopo aver ricevuto diverse minacce di morte, tra cui una dichiarazione dello Stato islamico dell'Iraq affiliato ad al-Qaeda che ha offerto fino a  150.000 dollari per il suo assassinio.
Il 14 febbraio 2015, Lars Vilks era fra i relatori ad un convegno sulla libertà di espressione presso il Centro Culturale Krudttønden di Copenaghen, quando si aprì una sparatoria. Vilks, presunto obiettivo degli attentatori, era da tempo sotto protezione della polizia e fu messo in salvo.

### La morte
È morto il 3 ottobre 2021 in un incidente d'auto a Markaryd, in Svezia, mentre viaggiava in un'auto della polizia non contrassegnata con degli agenti di polizia. Era stato a Stocksund per incontrare e cenare con la sua amica giornalista Stina Lundberg Dabrowski. L'auto si è schiantata contro un camion e ha preso fuoco. Anche i due agenti di polizia del gruppo di guardie del corpo della regione sud sono morti. Vilks aveva 75 anni.